# Dead Man's Wire
Pour plus de détails, voir Fiche technique et Distribution.
Dead Man's Wire est un film américain réalisé par Gus Van Sant et dont la sortie est prévue en 2025. Le scénario s'inspire de l'histoire vraie de l'enlèvement par Tony Kiritsis (en) dans les années 1970 de son banquier hypothécaire qui lui a fait du tort.
Le film sera présenté à la Mostra de Venise 2025 puis au festival international du film de Toronto 2025.

## Synopsis
Dans les années 1970, Tony Kiritsis (en), en proie à des difficultés financières, décide d'enlever Richard O. Hall, son courtier hypothécaire.

## Fiche technique
Sauf indication contraire, les informations mentionnées dans cette section peuvent être confirmées par la base de données cinématographiques IMDb,  présente dans la section « Liens externes ».
- Titre original : Dead Man's Wire
- Réalisation : Gus Van Sant
- Scénario : Austin Kolodney
- Musique : Danny Elfman
- Décors : Stefan Dechant
- Costumes : Peggy Schnitzer
- Montage : Saar Klein
- Photographie : Arnaud Potier
- Production : Noor Alfallah, Remi Alfallah, Mark Amin, Andrea Bucko, Tom Culliver, Cassian Elwes (en), Joel David Moore, Matt Murphy, Paula Paizes et Sam Pressman
  - Production exécutive : Rishi Bajaj, Tiffany Boyle, Lee Broda, Lara Clear, Svetlana Dali, Jon Gosier, Matt Hartley, Alan Helene, Billy Hines, Christopher Hines, Nini Le Huynh, Kyle Kaminsky, Austin Kolodney, Vladislav Lapidus, Robert K. MacLean, Nathan Mardis, Michael Merlob, William Nobel, Julie Pacino, Veronica Radaelli, Elsa Ramo, Nick N. Raslan, Dan Reardon, Jeff Rice, Eyal Rimmon, Jordan Claire Robbins, Emily Hunter Salveson, Divya Shahani, Steven Sims, Oliver Trevena et Cami Winikoff
- Sociétés de production : Elevated Films, Balcony 9 Productions et Pressman Films
- Distribution : N/A
- Pays de production :  États-Unis
- Langue originale : anglais
- Genre : drame, thriller
- Dates de sortie[2] : Dates sujettes à modification
  - Italie : août-septembre 2025 (Mostra de Venise)
  - Canada : septembre 2025 (festival de Toronto)

## Distribution
- Bill Skarsgård : Tony Kiritsis (en)
- Dacre Montgomery : Richard Hall
- Colman Domingo : Fred Heckman
- Cary Elwes
- Al Pacino
- John Robinson
- Myha'la Herrold
- Jordan Claire Robbins : Doreen
- Neil Mulac : Patrick Mullaney
- Don Overstreet
- Maresha Robinson : la femme de Fred
- Mark Helms : Frank Love

## Production

### Genèse et développement
En mars 2024, il est annoncé que le cinéaste allemand Werner Herzog va réaliser le thriller Dead Man's Wire avec Nicolas Cage dans le rôle principal. Mais le projet est annulé pour des raisons d'emploi du temps.
En décembre 2024, le projet est finalement relancé avec Gus Van Sant à la réalisation.

### Attribution des rôles
Dès l'annonce de Gus Van Sant à la réalisation, Bill Skarsgård et Dacre Montgomery sont les premiers acteurs engagés.
Le 21 janvier 2025, Colman Domingo rejoint le casting. Il est rejoint peu après par Cary Elwes, Myha'la Herrold et John Robinson.
Le 6 février 2025, alors que film est en tournage, Al Pacino rejoint le casting.

### Tournage
Le tournage débute en janvier 2025 et se déroule à Louisville, dans le Kentucky,,.

## Sortie
Le film sera présenté en avant-première à la Mostra de Venise 2025, hors compétition, puis au festival international du film de Toronto 2025.